# Peter Pan (film 1924)
Peter Pan è un film muto del 1924 diretto da Herbert Brenon, primo adattamento cinematografico dell'omonima opera teatrale di J.M. Barrie.
Nel 2000 è stato scelto per essere conservato nel National Film Registry della Biblioteca del Congresso degli Stati Uniti.

## Trama
Peter Pan si introduce nella casa dei Darling alla ricerca della sua ombra che ha perduto in una sua visita precedente. I bambini della coppia lo scoprono e, allora, lui se li porta via con sé, in volo verso l'isola che non c'è. Lì i bambini combatteranno contro i pirati crudeli e il famigerato capitano Giacomo Uncino,che cerca vendetta contro Peter Pan per avergli tagliato una mano in passato, dandola poi in pasto ad un coccodrillo che insegue il pirata ovunque vada per mangiare il suo resto; il rettile però ingoio anche una sveglia ticchettante che avvisa Uncino del suo arrivo. Alla fine, però, sceglieranno di ritornare a casa, dai genitori.

## Produzione
Il film venne girato all'isola di Catalina in California nel periodo dall'agosto 1924 fino al 10 dicembre 1924, prodotto dalla Famous Players-Lasky Corporation.

## Distribuzione
Distribuito dalla Paramount Pictures, il film uscì nelle sale il 29 dicembre 1924. La pellicola fa parte dei film preservati dal National Film Registry. Copia del film (un positivo in nitrato a 35 mm) viene conservata negli archivi dell'International Museum of Photography and Film at George Eastman House.
Questa copia è stata digitalizzata e la Kino International ne ha commercializzato la versione DVD, uscita il 23 novembre 1999 nel mercato USA.
La versione è lunga 102 minuti, in B/N e colorata nei toni blu e seppia, sonorizzata in Dolby Digital 2.0 stereo (accompagnamento musicale e nuova orchestrazione di Philip Carli e la Flower City Society Orchestra.). I sottotitoli  sono quelli originali in inglese (senza altre traduzioni).

### Date di uscita
IMDb
- USA	29 dicembre 1924
- Giappone	8 novembre 1925
- Germania	dicembre 1925
- Finlandia	26 dicembre 1925
- USA  23 novembre 1999   DVD
- USA	8 aprile 2001	 (Hollywood, California) (versione restaurata)

Alias
- O daimon Peter Pan	Grecia
- Pán Péter	Ungheria
- Peter Pan	Spagna
- Peter Pan, der Traumelf 	Germania